# Micro-région de Hajdúszoboszló
La micro-région de Hajdúszoboszló (en hongrois : hajdúszoboszlói kistérség) est une micro-région statistique hongroise rassemblant plusieurs localités autour de Hajdúszoboszló.